# اللغة الآرامية النبطية
اللغة الآرامية النبطية لغة آرامية غربية، كان يستعملها الأنباط للكتابة. تنحدر النبطية من اللغة الرسمية الآرامية لإمبراطورية الأخمينيين. اندمجت تدريجيا عبر القرون مع العربية حتى انقراضها الكامل.